# 羅爾斯維爾 (北卡羅萊納州)
羅爾斯維爾（英語：Rolesville）是一個位於美國北卡羅萊納州韋克縣的城鎮。

## 人口
根據2020年美國人口普查的數據，羅爾斯維爾的面積為15.84平方千米，當中陸地面積為15.74平方千米，而水域面積為0.10平方千米。當地共有人口9475人，而人口密度為每平方千米598人。